# Rosenkirche (Belgrad)

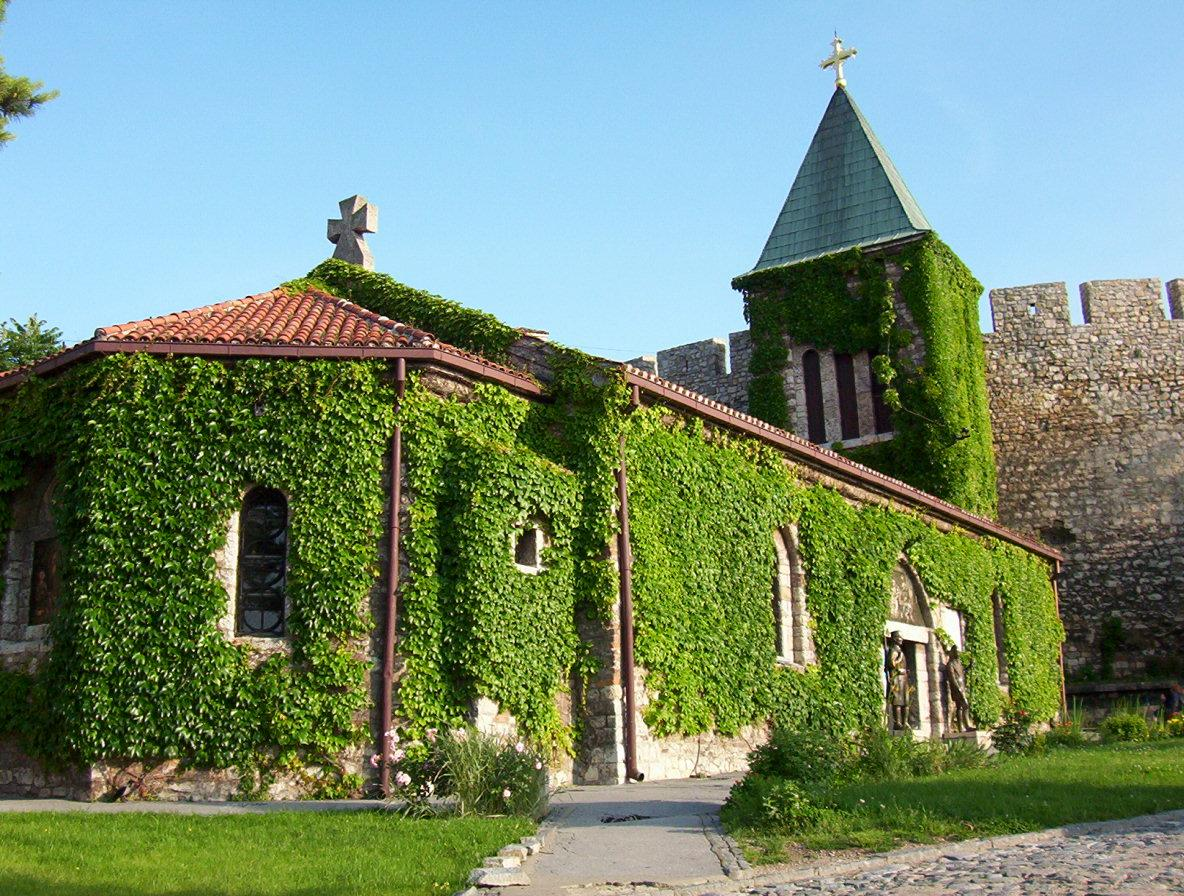
Die Rosenkirche in der Festung Kalemegdan

Die Rosenkirche (Serbisch: Црква Ружица/Crkva Ružica) ist eine serbisch-orthodoxe Kirche in Belgrad in Serbien. Sie ist der Gottesmutter Maria geweiht. Die Kirche gehört zur Erzeparchie von Belgrad und Karlovci der Serbisch-orthodoxen Kirche.
Die Rosenkirche befindet sich in nordöstlichen Teil der Belgrader Festung. Zur Zeit Stefan Lazarević' im frühen 15. Jahrhundert existierte eine Kirche gleichen Namens. Diese wurde bei der osmanischen Eroberung Belgrads 1521 zerstört. Die heutige Kirche war ursprünglich ein Pulvermagazin und wurde im 18. Jahrhundert errichtet. Nachdem die Osmanen die Belgrader Festung an das Fürstentum Serbien 1867 übergaben, wurde das genannte Pulvermagazin zunächst in eine Militärkirche umgewandelt. Nach den Wirren des Ersten Weltkrieges, indem die Kirche vor allem in der Apsis und am Kirchturm schwer beschädigt war, wurde die Rosenkirche 1925 restauriert und umgebaut. Die Ikonostase stammte von Kosta Todorović, die Ikonen malte der Mönch Rafailo Momčilović, während die Fresken der aus Russland emigrierte Maler Andrei Bicenko ausmalte.